# Lev Nikolaevič Myškin
Il principe Lev Nikolaevič Myškin (in russo Лев Николаевич Мышкин?; AFI: [ɭʲˈef nʲikʌɭˈɑjivʲit͡ʃʲ mˈyʃkʲin]) è il protagonista del romanzo L'idiota di Fëdor Dostoevskij.
In una lettera del 1867 indirizzata allo scrittore Apollon Nikolaevič Majkov Dostoevskij parlò del personaggio come l'incarnazione di un uomo assolutamente buono (prekrasnyj).

## Biografia

### I primi anni
I genitori del principe Lev Nikolàevič Myškin muoiono quando lui è ancora un bambino. Del piccolo e della sua istruzione si occupa un tale Pavliščev, amico di famiglia. Per permettergli uno stile di vita più salubre, data la sua debole salute e i suoi frequenti attacchi di epilessia, viene affidato a delle parenti di Pavliščev, proprietarie terriere, e ha modo di crescere in campagna. Viene poi preso in cura in una clinica in Svizzera, nel canton Vallese, seguito dal dottor Schneider.

### Il ritorno a Pietroburgo
Quando Lev ha ormai 26 anni riceve in una lettera la notizia della morte di una vecchia zia, e decide di far ritorno a Pietroburgo per ereditare un'ingente somma di denaro. Durante il viaggio di ritorno in treno si imbatte in un ragazzo di nome Parfën Rogožin, che in modo analogo al principe è di ritorno in città per reclamare la sua parte di eredità a causa della morte recente del padre, un ricco mercante pietroburghese.
Arrivato in città, Lev si reca a casa del generale Ivan Epančin e di sua moglie Elizaveta Prokof'evna, e qui fa la conoscenza delle loro tre figlie, e in particolar modo della più piccola, Aglaja, e del segretario del generale, Ganja Ivolgin. Su consiglio del generale, Ganja si offre di affittare una delle sue stanze al principe; giunto nella dimora degli Ivolgin, Lev ha modo di incontrare la giovane Nastas'ja Filippovna, promessa sposa di Ganja. Quella sera stessa, il principe si fa condurre a casa di Nastas'ja, la quale ha organizzato una festa per il suo compleanno. Nell'incredulità generale, Nastas'ja chiede a Lev di decidere sul suo futuro: sposare Ganja o rifiutare la sua proposta di matrimonio. La risposta lascia tutti di sasso: Lev non solo suggerisce a Nastas'ja di non sposare Ganja, ma chiede lui stesso la sua mano, definendola una donna pura e onesta, a dispetto dell'aura di donna perduta che accompagna Nastas'ja e il suo nome nell'ambiente pietroburghese. Mentre quasi tutti gli ospiti festeggiano sia il principe sia la sua ricchezza, Nastas'ja gli espone i suoi dubbi: è una donna disonorata, agli occhi suoi e del resto della società, e non vuole rovinare un ragazzo innocente quale è il principe; così, scappa via con Rogozin, anche lui presente alla festa e innamorato alla follia di lei. Lev parte alla volta di Mosca per riscuotere la cospicua eredità della zia.

### A Pavlovsk
Dopo aver soggiornato per un po' di tempo nella capitale russa, Myškin scompare da Mosca e lasciando i suoi affari ad alcuni attendenti. Dopo aver fatto recapitare un biglietto ad Aglaja Ivanovna, nel quale la invita a ricordarsi di lui, e confessa di interessarsi alla salute e alla felicità della ragazza, Lev va a fare visita a Lebedev, conosciuto sul treno per Pietroburgo, e ritrova anche l'amico di Kolja (il fratello di Ganja), un tale Ippolit, ragazzo malato di cui Lev ha fatto conoscenza qualche ora prima di recarsi alla festa di Nastas'ja.
A Pietroburgo Lev ha modo anche di rivedere Parfën; dopo che il principe espone le sue idee sulla religione (lo spunto per il dialogo viene offerto dal dipinto Il corpo di Cristo morto nella tomba), Myškin e Rogožin si scambiano le croci che portano al collo, suggellando con questo gesto simbolico il fatto di essere diventati “fratelli”. Alla fine dell'incontro Rogožin abbraccia il principe e gli dice che è pronto a rinunciare a Nastas'ja. Mentre Myškin vaga per la città, si accorge che Parfën lo sta seguendo; soltanto un attacco epilettico del principe impedisce a Rogozin di pugnalarlo e lo mette in fuga. Kolja, sopraggiunto, presta soccorso al principe e lo porta a Pavlovsk, in una proprietà di Lebedev.
A Pavlovsk giunge anche il cosiddetto "gruppo di nichilisti". Questi ragazzi leggono l'articolo del loro amico Keller, nel quale il principe Myškin viene ritratto come un ricco sciocco che ha truffato il medico che lo aveva curato. Tra i nichilisti figura anche Burdòvskij, il presunto figlio illegittimo (e di conseguenza erede) di Pavliscev, che a suo dire non gli ha lasciato nulla in eredità: Burdòvskij pretende che il principe ripaghi quanto il suo presunto padre ha speso per le sue cure in Svizzera, ora che è diventato un uomo facoltoso. Myškin non rifiuta di offrire del denaro al ragazzo, anche se non crede affatto che Burdovskij sia il figlio illegittimo del suo vecchio tutore; in seguito, Ganja porta le prove che l'intuizione del principe è corretta.
La generalessa Epančin è a Pavlovsk insieme alla famiglia, e chiede spiegazioni a Myškin riguardo al biglietto scritto ad Aglaja; il principe rassicura che il suo sentimento nei confronti di Aglaja è a tutti gli effetti un amore fraterno.
Il rapporto fra Myškin e Aglaja Ivanovna oscilla fra litigi, momenti di profonda amicizia e gelosia. A un incontro organizzato da Aglaja e Nastas'ja, le due iniziano a discutere del principe e dei suoi sentimenti. Nastas'ja sfida Aglaja e chiede al principe di scegliere una delle due. Lev ha dei momenti di esitazione e Aglaja, ferita dalla suo tentennamento, se ne va. Lev prova a seguirla, ma Nastas'ja lo blocca e, non riuscendo a capacitarsi del fatto che la stia respingendo, sviene. Due settimane dopo Myškin e Nastas'ja stanno per sposarsi. Ippolit predice al principe che, poiché egli ha tolto Nastas'ja a Rogožin, quest'ultimo ucciderà Aglaja. Con l'avvicinarsi del matrimonio, Nastas'ja è sempre più spaventata dall'idea che Rogožin la possa uccidere. Il giorno delle nozze, prima ancora di entrare in chiesa, Nastas'ja vede Rogožin, gli corre incontro e gli chiede di portarla via. Myškin accetta passivamente il susseguirsi degli eventi; l'indomani segue i due a Pietroburgo e si mette alla loro ricerca, ma invano. È Rogožin ad avvicinarlo e condurlo a casa sua, senza dargli spiegazioni. Gli mostra il cadavere di Nastas'ja, uccisa da Parfën con il suo pugnale. I due passano insieme la notte e il mattino dopo Lev viene ritrovato in uno stato delirante e riaccompagnato nella clinica svizzera del professor Schneider.

## Il personaggio
Il protagonista del romanzo è una figura carnevalescamente ambivalente, un ragazzo di 26 anni intelligente, semplice, buono d'animo, umile ed empatico che però soffre di epilessia, una malattia che lo rende vulnerabile sin da bambino. Myškin rappresenta un uomo positivamente buono, un puro d'animo, che finisce per essere identificato dagli altri personaggi come un «idiota» (da cui il titolo del romanzo) e un socialmente disadattato; lo stesso Myskin ne è consapevole, al punto da ammettere:
(Fëdor Dostoevskij - L'idiota, I 6. Trad: Licia Brustolin)
Secondo Joseph Frank il personaggio del principe si avvicina «all'incarnazione più estrema dell'ideale cristiano dell'amore che l'umanità può raggiungere nella sua forma attuale, ma è lacerato dal conflitto tra gli imperativi contraddittori delle sue aspirazioni apocalittiche e i suoi limiti terreni.» Dostoevskij ha chiaramente tentato di creare la figura di un "santo moderno", un uomo dalle insolite qualità morali e spirituali che, tuttavia, porta in sé anche le tensioni e le contraddizioni dell'esistenza moderna.

### L'idiozia: l'umanità oltre la logica umana
Myškin non lavora né ha la salute fisica che gli permetta di ricoprire un posto impegnativo nella vita. Egli è solo e soltanto un essere umano, dall'inizio alla fine della vicenda narrata la sua è un'esistenza autenticamente umana, nella sua purezza e nella sua essenza, tangente alla vita. Vive, agisce, ha un destino, e da lui sorge un'immagine della sua esistenza umana che proprio per questo sembra trascendere l'umano. Sfugge completamente alla logica pratica il suo comportamento, così come tutte le sue sofferenze appaiono fuori luogo o eccentriche; ne è l'esempio il suo amore fraterno per Parfën, colui che ha tentato di pugnalarlo (e che poi diventerà, non sorprendentemente, l'assassino di Nastas'ja); un rapporto, questo, che raggiunge il parossismo dopo l'uccisione di Nastas'ja, quando i due fratelli trascorrono insieme la notte. E sfugge parimenti alla logica pratica il tentativo di Myškin di far coesistere l'amore per due donne, così diverse, come Nastas'ja e Aglaja. Eppure, al netto di tutto ciò, Myškin sembra essere il più umano degli uomini rappresentati in scena. «Addio, principe, per la prima volta ho visto un uomo!» gli dice Nastas'ja poco prima di lasciare i suoi ospiti e scappare via con Parfën.

### Myškin e il potere della parola
Ogni personaggio de L'idiota ha una sua voce e un modo di rapportarsi unico in relazione all'azione e agli altri personaggi presenti in scena. Il tono di voce del principe viene descritto come gentile e conciliante: «Io credo alla tua voce quando sono con te.» ha modo di dirgli Rogožin in uno dei loro incontri. 
(Michail Bachtin - Dostoevskij. Poetica e stilistica)
La figura di Lev è quindi significativa non solo per la trama in sé, ma anche per la coscienza stessa dei singoli personaggi (che a sua volta implica l'evoluzione e lo sviluppo della vicenda narrata). Il suo intuito, la compassione, la sincerità, il candore, la mancanza del normale egoismo sociale e il fatto che non giudica mai gli altri, sembrano risvegliare una coscienza reattiva nella maggior parte delle persone con le quali si confronta e servono a interrompere il flusso abituale dei loro pensieri o le loro azioni egocentriche.
Myškin sembra essere consapevole di questo suo potere speciale. Guidato dal timore della propria parola verso l'altro, piuttosto che da quello della parola altrui nei suoi confronti, tenta di essere delicato verso il suo interlocutore e teme, per principio, di dire sull'altro una parola decisiva, che risulti definitiva. Giunge al punto di temere persino i suoi pensieri sull'altro, i suoi sospetti o le sue supposizioni.
Non deve stupire, dunque, che per cogliere l'essenza stessa di Myškin e per comprenderne a fondo la figura, non sia sufficiente analizzare il protagonista in sé, ma si debba scavare nel suo rapporto con gli altri personaggi.

## Filmografia
In ambito cinematografico il personaggio di Lev Nikolaevič è stato interpretato da Andrej Gromov nel cortometraggio muto L'idiota del 1910, da Gérard Philipe nel film del 1946 L'idiota, e successivamente da Toshirō Mifune nel film del 1951 L'idiota di Akira Kurosawa (dove il personaggio di Lev prende il nome di Denkichi Akama). Inoltre, Giorgio Albertazzi ha vestito i panni di Lev nello sceneggiato Rai L'idiota del 1959, mentre Evgenij Vital'evič Mironov ha interpretato Myškin nella serie tv russa L'idiota del 2003.